# FAM92A
FAM92A (англ. Family with sequence similarity 92 member A) – білок, який кодується однойменним геном, розташованим у людей на 8-й хромосомі. Довжина поліпептидного ланцюга білка становить 289 амінокислот, а молекулярна маса — 33 431.
| 10         |  | 20         |  | 30         |  | 40         |  | 50         |
| ---------- |  | ---------- |  | ---------- |  | ---------- |  | ---------- |
| MMRRTLENRN |  | AQTKQLQTAV |  | SNVEKHFGEL |  | CQIFAAYVRK |  | TARLRDKADL |
| LVNEINAYAA |  | TETPHLKLGL |  | MNFADEFAKL |  | QDYRQAEVER |  | LEAKVVEPLK |
| TYGTIVKMKR |  | DDLKATLTAR |  | NREAKQLTQL |  | ERTRQRNPSD |  | RHVISQAETE |
| LQRAAMDASR |  | TSRHLEETIN |  | NFERQKMKDI |  | KTIFSEFITI |  | EMLFHGKALE |
| VYTAAYQNIQ |  | NIDEDEDLEV |  | FRNSLYAPDY |  | SSRLDIVRAN |  | SKSPLQRSLS |
| AKCVSGTGQV |  | STCRLRKDQQ |  | AEDDEDDELD |  | VTEEENFLK  |  |            |

A: Аланін

C: Цистеїн

D: Аспарагінова кислота

E: Глутамінова кислота

F: Фенілаланін

G: Гліцин

H: Гістидин

I: Ізолейцин

K: Лізин

L: Лейцин

M: Метіонін

N: Аспарагін

P: Пролін

Q: Глутамін

R: Аргінін

S: Серин

T: Треонін

V: Валін

Задіяний у таких біологічних процесах, як біогенез та деградація війок, альтернативний сплайсинг. 
Локалізований у цитоплазмі, цитоскелеті, ядрі, клітинних відростках.